# Batukalangan
Batukalangan is een bestuurslaag in het regentschap Pamekasan van de provincie Oost-Java, Indonesië. Batukalangan telt 3405 inwoners (volkstelling 2010).